# A64 (Groot-Brittannië)
De A64 is een 116 km lange hoofdverkeersweg in Engeland.
De weg verbindt Leeds via York met Scarborough.